# 리얼드라마
리얼드라마는 iTV 경인방송에서 방영했던 리얼리티 형식의 제보한 실제 이야기로 구성했던 다큐드라마이며 마지막 파트였던 <파랑새는 있다>가  케이블채널 SDN TV에서 재편성되기도 했는데 당시 이 채널은 소유주 김형진 회장의 불미스러운 일  이후 하락세를 겪어오고 있었으며  SDN TV는 이 같은 어려움을 타개하기 위해 2002년 10월 7일부터 해당 프로그램 외에도 <노방유희>  《안개비연가》 《미스터리극장 위험한 초대》 《그래서 이웃사촌》 등 iTV 방영 프로그램들을 사다가 편성했고 이외에도 <코미디 웃음파티> <수다펀치 팡팡> <사랑만들기> 등 최초 GTV 시절의 프로그램을 재방송하기도 했다.
결국  SDN TV는 2003년 3월 김영철 전 대표이사에게 양도된 뒤 5월 상호를 (주)SDNTV에서 (주)지텔레비전으로 변경한 후 그 해 7월 첫 채널명(GTV)으로 환원해 재개국했다.

## 역대 방송시간
| 제목            | 방송 기간                           | 방송 시간                           | 방송분량 |
| --------------- | ----------------------------------- | ----------------------------------- | -------- |
| 디비딥밴드      | 1999년 12월 4일 ~ 2000년 6월 13일   | 매주 화요일 밤 11:40 ~ 새벽 0:10    | 30분     |
| 댄스불패        | 2000년 6월 20일 ~ 2000년 9월 19일   | 매주 화요일 밤 11:55 ~ 새벽 0:25    | 30분     |
| 댄스불패        | 2000년 10월 1일 ~ 2000년 12월 10일  | 매주 일요일 오전 10:20 ~ 오전 11:00 | 40분     |
| 댄스불패        | 2000년 12월 17일 ~ 2000년 12월 31일 | 매주 일요일 오전 10:00 ~ 오전 10:30 | 30분     |
| 록(ROCK) 달리다 | 2001년 1월 7일 ~ 2001년 1월 28일    | 매주 일요일 오전 10:00 ~ 오전 10:30 | 30분     |
| 록(ROCK) 달리다 | 2001년 2월 6일 ~ 2001년 3월 27일    | 매주 화요일 밤 10:30 ~ 밤 11:00     | 30분     |
| 파랑새는 있다   | 2001년 10월 28일 ~ 2002년 4월 7일   | 매주 일요일 저녁 8:05 ~ 밤 9:05     | 1시간    |
| 파랑새는 있다   | 2002년 4월 11일 ~ 2002년 5월 30일   | 매주 목요일 밤 10:50 ~ 밤 11:50     | 1시간    |
| 파랑새는 있다   | 2002년 7월 4일 ~ 2002년 7월 11일    | 매주 목요일 밤 10:50 ~ 밤 11:50     | 1시간    |
| 파랑새는 있다   | 2002년 6월 6일 ~ 2002년 6월 27일    | 매주 목요일 밤 11:00 ~ 새벽 0:00    | 1시간    |
| 파랑새는 있다   | 2002년 7월 18일 ~ 2002년 11월 1일   | 매주 목, 금요일 밤 10:35 ~ 밤 11:05 | 30분     |

## 종영  당시 경쟁 프로그램
- 피플 세상속으로 (종영) (KBS 1TV)
- 인간시대 (종영) (MBC TV)
- 사노라면 (MBN)